# Hemiglyptus basalis
Hemiglyptus basalis är en skalbaggsart som först beskrevs av George Robert Crotch 1874.  Hemiglyptus basalis ingår i släktet Hemiglyptus och familjen bladbaggar. Inga underarter finns listade i Catalogue of Life.